# Gaznavidsko carstvo
Gaznavidska carstvo (pers. غزنویان) naziv je za iransku državu koja se od 10. do 12. veka prostirala na području Iranske visoravni, srednje Azije i Indijskog potkontinenta. Prestonica je bila smeštena u Gazniju, gradu u današnjem Avganistanu. Osnivačem dinastije smatra se Alptigin, koji je zajedno sa svojim naslednicima proširio gaznavidske granice nauštrb Bujidske i Samanidske dinastije. Gaznavidska dinastija održala se približno 200 godina, nakon čega su njene zapadne delove prvo pokorili Seldžuci, a zatim istočne delove Guridi. Gaznavidska i Seldžučka dinastija specifične su po tome što su većinu stanovništva njihovih država činili iranski narodi odnosno što su bile nositeljice iranske kulture, no vladajuća klasa bila je uglavnom turkijskog porekla. Ipak, obe su dinastije jezično asimilirane pa je među stanovništvom i na vladarskom dvoru korišćen isključivo persijski jezik.

## Dominacija

### Sabuktigin
Sabuktigin je živeo kao mameluk, turski rob-vojnik, tokom svoje mladosti, a kasnije se oženio ćerkom svog gospodara Alptigina, koji je pobegao u Gaznu (savremena provincija Gazni u Avganistanu) nakon neuspešnog pokušaja državnog udara. Nakon Alptiginove smrti, njegov sin Abu Ishak Ibrahim upravljao je Gaznom tri godine. Nakon njegove smrti usledila je vladavina bivšeg Alptiginovog gulama, Bilgetigina. Bilgetiginova vladavina je bila toliko oštra da je stanovništvo pozvalo Abu Bakra Lavika nazad. Upravo zahvaljujući Sabuktiginovim vojnim sposobnostima Lavik je uklonjen, Bilgetigin je prognan, a Sabuktigin je dobio guvernadurstvo.
Kada je postavljen za guvernera Gazne, Sabuktigin je zamoljen da interveniše u Hurasanu, na insistiranje Samanidskog emira, i nakon pobedonosne kampanje dobio je guvernadurstvo Balha, Tuharistana, Bamijana, Gura i Garčistana. Sabuktigin je nasledio mesto guvernera u nemirima. U Zabulistanu je tipični vojni feudalni sistem (mustagal) promenjen u trajno vlasništvo (tamlik), što je dovelo do toga da turski vojnici nisu hteli da uzmu oružje u ruke. Sabuktigin je reformisao sistem tako da su svi bili feudi tipa mustagal. Godine 976, okončao je sukob između dva turska gulama kod Busta i vratio prvobitnog vladara. Kasnije te iste godine, Sabuktigin je krenuo u kampanju protiv Kusdara, zatekavši vladara (verovatno Mutaza Ahmada) nespremnog i dobivši od njega godišnji danak.
Nakon smrti Sabuktigina, njegovom sinu od Alptiginove ćerke Ismaile, data je Gazna. Drugi sin, Abul-Muzafar Nasr, dobio je guvernadurstvo Busta, dok je najstariji sin Mahmud dobio komandu nad vojskom u Horasanu. Sabuktiginova namera je bila da obezbedi guvernadurstva za svoju porodicu, uprkos propadajućem uticaju Samanidskog carstva, i nije smatrao svoju dinastiju nezavisnom. Ismail je, nakon što je dobio nasledstvo, brzo otputovao u Bust i poklonio se emiru Abul-Haritu Mansuru. Mahmud, koji je bio izostavljen iz bilo kakvog značajnog nasledstva, predložio je podelu vlasti, što je Ismail odbio. Mahmud je marširao na Gaznu i kasnije je Ismail poražen i zarobljen 998. u bici kod Gaznija.

### Mahmud sin Sabuktiginov
Godine 998, Mahmud, sin Sebuktigina, nasledio je guvernadurstvo, a Gazni i dinastija Gaznavida postali su trajno povezani sa njim. Svoju lojalnost je istakao u pismu kalifu, rekavši da su Samanidi smenjeni samo zbog njihove izdaje. Mahmud je dobio guvernadurstvo Hurasana i titule Jamin al-Davla i Amin al-Mila. Kao predstavnik kalifske vlasti, zagovarao je sunitski islam vodeći kampanju protiv ismailita i šiitskih Bujida. Završio je osvajanje teritorija Samanida i Šahija, uključujući Ismailsko kraljevstvo Multan, Sind, kao i neke teritorije Buvajhida.
Po svemu sudeći, vladavina Mahmuda bila je zlatno doba i vrhunac Gaznavidskog carstva. Mahmud je izveo sedamnaest ekspedicija kroz severnu Indiju kako bi uspostavio svoju kontrolu i postavio vazalne države, a njegovi napadi su takođe rezultirali pljačkom velikih razmera. On je uspostavio svoju vlast od granica Raja do Samarkanda, od Kaspijskog mora do Jamune.
Tokom Mahmudove vladavine (997–1030), Gaznavidi su naselili 4.000 turkmenskih porodica u blizini Farane u Horasanu. Do 1027. godine, zbog Turkmena koji su napadali susedna naselja, guverner Tusa, Abu l'Alarit Arslan Džadib, vodio je vojne napade protiv njih. Turkmeni su bili poraženi i rasejani u susedne zemlje. Ipak, tek 1033. godine, guverner Gaznavida Taš Faraš pogubio je pedeset turkmenskih poglavara zbog napada na Horasan.

#### Indijska osvajanja
Mahmud od Gaznija je predvodio upade duboko u Indiju, sve do Matura, Kanauja i Somnata. Tokom 1004-5. izvršio je invaziju na kneževinu Batiju i 1006. na susedni emirat Multan. Godine 1008-9, pobedio je hindu šahije u bici kod Čača i uspostavio guvernere u osvojenim oblastima. Gaznavidi su u Indiji nazivani Turuškas („Turci“) ili Hamiras (od arapskog amir „komandant“).
Godine 1018, opustošio je grad Maturu, koji je „nemilosrdno opljačkan, opustošen, oskrnavljen i uništen“. Prema Muhamedu Kasimu Hindu Šahu, koji je pisao „Istoriju Hindustana“ u 16-17 veku, grad Matura je bio najbogatiji u Indiji. Kada ga je napao Mahmud od Gaznija, „svi idoli“ su spaljeni i uništeni u periodu od dvadeset dana, pretopljeno je zlato i srebro za plen, a grad je spaljen. Godine 1018, Mahmud je takođe zauzeo Kanauj, prestonicu Gurjara-Pratihara, a zatim se sukobio sa Čandelama, od kojih je dobio plaćanje danaka. Godine 1026, upao je i opljačkao hram Somnat, odnevši plen od 20 miliona dinara.

## Napomene
1. ↑  Gaznavidi su bili dinastija turskih vojnika-robova ...[1]
2. ↑  Kaušik Roj navodi da su turski plemići u Balhu izabrali Ismaila za emira.[10]

## Literatura
- u:
- Ahmadi, Wali (2004). „The Institution of Persian Literature and the Genealogy of Bahar's "Stylistics"”. British Journal of Middle Eastern Studies. Taylor & Francis, Ltd. 31 (2 (Nov.)).
- Alam, Muzaffar; Nalini, Françoise Delvoye; Gaborieau, Marc (2000). The making of Indo-Persian Culture: Indian and French Studies. Manohar Publishers & Distributors.
- Amirsoleimani, Soheila (1999). „Truths and Lies: Irony and Intrigue in the Tārīkh-i Bayhaqī: The Uses of Guile: Literary and Historical Moments”. Iranian Studies. Taylor & Francis, Ltd. 32 (2, Spring). doi:10.1080/00210869908701955.
- Arjomand, Said Amir (2012). „Patrimonial state”.  Ур.: Böwering, Gerhard; Crone, Patricia; Mirza, Mahan. The Princeton Encyclopedia of Islamic Political Thought. Princeton University Press.
- Asher, Catherine B.; Talbot, Cynthia (2006). India Before Europe. Cambridge University Press.
- Bosworth, C.E. (1963). The Ghaznavids:994–1040. Edinburgh University Press.
- Bosworth, C.E. (1968). „The Development of Persian Culture under the Early Ghaznavids”. Iran. Taylor & Francis, Ltd. 6: 33—44. JSTOR 4299599. doi:10.2307/4299599.
- Bosworth, C.E. (1975). „The Early Ghaznavids”.  Ур.: Bosworth, C. E. The Cambridge History of Iran. 4. Cambridge University Press.
- Bosworth, C.E. (1977). The Later Ghaznavids. Columbia University Press.
- Bosworth, C.E. (1994). „Rulers of Makrān and Quṣdār in the Early Islamic Period”. Studia Iranica. Peeters Publishers. 23 (2): 199—209. doi:10.2143/SI.23.2.2014304.
- Bosworth, C.E. (1996). The New Islamic Dynasties. Columbia University Press.
- Bosworth, C.E. (2006). „Ghaznavids”. Encyclopaedia Iranica.
- Eaton, Richard M. (2019). India in the Persianate Age: 1000-1765. Penguin UK. ISBN 978-0-14-196655-7.
- Houtsma, Martijn Theodoor (1987). E.J. Brill's first encyclopaedia of Islam, 1913–1936. 2. BRILL. стр. 151. ISBN 978-90-04-08265-6. Приступљено 24. 9. 2010.
- Katouzian, Homa (2003). Iranian history and politics:The Dialectic of State and Society. Routledge.
- Kennedy, Hugh (1986). The Prophet and the Age of the Caliphates: The Islamic Near East from the Sixth to the Eleventh Century. Taylor & Francis.
- Levi, Scott Cameron; Sela, Ron, ур. (2010). Islamic Central Asia: an anthology of historical sources. Indiana University Press.
- Lewis, Bernard (1992). The World of Islam. London: Thames and Hudson. ISBN 978-0-500-27624-2.
- Meisami, J. S. (1993). „The Past in Service of the Present: Two Views of History in Medieval Persia”. Poetics Today:Cultural Processes in Muslim and Arab Societies: Medieval and Early Modern Periods. Duke University Press. 14 (2,(Summer)).
- Meisami, Julie Scott (1999). Persian historiography to the end of the twelfth century. Edinburgh University Press.
- Notghi, Hamid; Sabri-Tabrizi, Gholam-Reza (1994). „Hail to Heydarbaba: A Comparative View of Popular Turkish & Classical Persian Poetical Languages”. British Journal of Middle Eastern Studies. Taylor & Francis, Ltd. 21 (2): 240—251. doi:10.1080/13530199408705603.
- Poliakova, E. A. (1984). „The Development of a Literary Canon in Medieval Persian Chronicles: The Triumph of Etiquette”. Iranian Studies. Taylor & Francis, Ltd. 17 (2/3 (Spring – Summer)): 237—256. doi:10.1080/00210868408701630.
- Rowson, E.K. (1998). „Ghaznavids”.  Ур.: Meisami, Julie Scott; Starkey, Paul. Encyclopedia of Arabic Literature. 1. Routledge.
- Roy, Kaushik (2015). Warfare in Pre-British India - 1500BCE to 1740CE. Routledge.
- Roy, Kaushik (2016). Military Manpower, Armies and Warfare in South Asia. Routledge.
- Schwartzberg, Joseph E. (1978). A Historical atlas of South Asia. Chicago: University of Chicago Press. стр. 146, map XIV.2 (l). ISBN 0226742210. Архивирано из оригинала 24. 02. 2021. г. Приступљено 08. 01. 2023.
- Sharlet, Jocelyn (2011). Patronage and Poetry in the Islamic World: Social Mobility and Status in the Medieval Middle East and Central Asia. Tauris Academic Studies.
- Spooner, Brian; Hanaway, William L. (2012). Literacy in the Persianate World: Writing and the Social Order. University of Pennsylvania Press.
- Spuler, B. (1970). „The Disintegration of the Caliphate in the East”.  Ур.: Holt, P.M.; Lambton, Ann K.S.; Lewis, Bernard. Cambridge History of Islam. IA: The Central islamic Lands from Pre-Islamic Times to the First World War. Cambridge University Press.
- Yagnik, Achyut; Sheth, Suchitra (2005), The Shaping of Modern Gujarat: Plurality, Hindutva, and Beyond, Penguin Books India, стр. 39, ISBN 978-0-14-400038-8
- Spuler, B. (1991). „Ghaznawids”.  Ур.: Lewis, B.; Pellat, C.; Schacht, J. The Encyclopedia of Islam. II. Brill.
- Taagepera, Rein (1997). „Expansion and Contraction Patterns of Large Polities: Context for Russia”. International Studies Quarterly. Wiley. 41 (3):(September) (3): 475—504. doi:10.1111/0020-8833.00053.
- Thapar, Romila (2004). Somanatha: The Many Voices of a History. Penguin Books India. ISBN 1-84467-020-1.
- Turchin, Peter; Adams, Jonathan M.; Hall, Thomas D (2006). „East-West Orientation of Historical Empires”. Journal of World-Systems Research. University of Pittsburgh Press. 12 (2):(December). ISSN 1076-156X.
- Wink, Andre (2002). Al-Hind: The Making of the Indo-Islamic World. 2. Brill.
- Yarshater, E. (1960). „The Theme of Wine-Drinking and the Concept of the Beloved in Early Persian Poetry”. Studia Islamica. Brill. No. 13.
- Yarshater, Ehsan (2008). „Iran”. Welcome to Encyclopaedia Iranica. Encyclopaedia Iranica.
- Ziad, Homayra (2006). „Ghaznavids”.  Ур.: Meri, J. Medieval Islamic Civilization: An Encyclopedia. Routledge.
- Bosworth, Clifford Edmund (1963) The Ghaznavids: Their Empire in Afghanistan and Eastern Iran 994–1040 Edinburgh University Press, Edinburgh, OCLC 3601436
- Bosworth, Clifford Edmund (1977) The Later Ghaznavids: Splendour and Decay, The Dynasty in Afghanistan and Northern India 1040–1186 Columbia University Press, New York,  0-231-04428-3
- Bosworth, Clifford Edmund (1998), „THE GHAZNAVIDS”,  Ур.: Asimov, M.S.; Bosworth, C.E., History of Civilisations of Central Asia (PDF), UNESCO Publishing, ISBN 978-92-3-103467-1
- M. Ismail Marcinkowski (2003) Persian Historiography and Geography: Bertold Spuler on Major Works Produced in Iran, the Caucasus, Central Asia, India and Early Ottoman Turkey Pustaka Nasional, Singapore,  9971-77-488-7

## Spoljašnje veze
- Mahmud of Ghazna Columbia Encyclopedia (Sixth Edition)
- Mahmud Encyclopædia Britannica (Online Edition)
- Ghaznavid Dynasty Encyclopædia Britannica (Online Edition)
- Ghaznavids and Ghurids Encyclopædia Britannica (Online Edition)
- Mahmud Ghaznavi's 17 invasions of India
- The History of India, as Told by Its Own Historians. The Muhammadan Periodby Sir H. M. Elliot; Edited by John Dowson; London Trubner Company 1867–1877 Elliot, Sir H. M., Edited by Dowson, John. The History of India, as Told by Its Own Historians. The Muhammadan Period published by London Trubner Company 1867–1877. (Online Copy: – Online version posted by: The Packard Humanities Institute; Persian Texts in translation)
- Afghan secrets revealed on Google Earth
- Ethé, Karl Hermann (1911). „Persia”.  Ур.: Chisholm, Hugh.  (на језику: енглески). 21 (11 изд.). Cambridge University Press. стр. 187—252.